# Madona kanovníka van der Paele
Madona kanovníka van der Paele je velký olej na dubové desce od holandského malíře Jana van Eyck. Obraz byl zhotoven na objednávku bohatého duchovního Jorise van der Paele. Joris van der Paele se narodil v Bruggách kolem roku 1370 a začal svou duchovní kariéru jako papežský písař v Římě. Do svého rodného města Bruggy se vrátil v roce 1425 jako bohatý muž. Zde byl jmenován do funkce kanovníka v katedrále Sv. Donatiana, což byla pozice, která mu poskytla příjmy z různých farností spadajících pod jeho správu. Jan van Eyck vytvořil obraz Madona kanovníka Van der Paele stejně tak jako dílo Madona Kancléře Rolina jako epitaf k oslavě donátora. V roce 1434 kanovník van der Paele onemocněl a rezignoval na svou církevní funkci. Pro zdůraznění své oddanosti a pro větší slávu církve se rozhodl pro kostel objednat a darovat obraz. Nápis na spodní straně rámu tohoto obrazu se vztahuje na toto darování: „Joris van der Paele, kanovník tohoto kostela, objednal tento obraz, zhotovitel Jan van Eyck roku 1434“. Obraz byl dokončen v roce 1436, a darován kostelu buď v roce 1436, nebo po smrti van der Paele v roce 1443. Tam zůstal až do roku 1779, kdy byl kostel zrušen.
Výjev ukazuje Pannu Marii s Ježíškem na klíně. Madona sedí na vyvýšeném trůnu, který je umístěn ve středu obrazu. Výzdoba interiéru navozuje představu kostela. Na levé straně stojí svatý Donát (4. století – 390), který je patronem města Bruggy, jeho svátek se slaví 14. října. Postava na pravé straně obrazu, oblečená v okázalém brnění středověkého rytíře je svatý Jiří, po kterém byl Joris van der Paele pokřtěn, nese tedy světcovo jméno. Oba světci jsou označeni latinskými nápisy na spodní části rámu, který svým vzhledem imituje bronz. Svatý Jiří zvedá svou helmu s uctivým gestem a hledí sv. Donáta, jako na staršího. Postava zobrazující Van der Paela je oblečená v bílém a jak je uvedeno, zbožně čte z knihy náboženských textů, tzv. hodinky.
Obraz je jedním z Van Eyck pozdních děl. Byl namalován, aby ukázal oddanost kanovníka Van der Paele k církvi a je umístěn v Katedrále sv. Donatiana v Bruggách jako jeho epitaf. Na malbě je k vidění jeden z nejlepších existujících příkladů orientálních koberců v renesančního obrazu. Malba se vyznačuje inovativním využitím iluzionismu a komplexní prostorové skladby. Zahrnuje bohatou a detailní symboliku a alegorii. Obraz je obecně považován za jeden z Van Eyckových nejlepších děl a je popisován jako „mistrovské dílo děl“. Malíř si dal záležet na detailním zobrazení prostoru kolem Madony, výjev má až sochařský vzhled, trůn, okna, oblouky a závěs za Madonou sedící na trůně obsahuje prvky románské architektury. Malba je stále v původním dubového rámu. Každá strana rámu nese latinské nápisy. Nápis vztahující se k sv. Donatianu „těšil se ze slávy Boží“, ke sv. Jiří „triumfoval nad smrtí“. Horní okraj rámečku obsahuje slova z Knihy moudrosti, přirovnávající Marii k „neposkvrněnému zrcadlu“.
Obraz Madona kanovníka van Paele byl namalován později než Madona kancléře Rolina. Madona kanovníka van Paele předjímá pozdější italský typ Madony na trůně, obklopené světci. Pod fasádou vznešenosti a lesku na diváka stále působí svět křesťanské symboliky. Jan van Eyck, spolu se svým bratrem tvůrce slavného gentského oltáře, i zde vytvořil dílo, ve kterém dokazuje svou výjimečnost, pro kterou ve své době nenalezl přímého pokračovatele.